# Megalurus gramineus
La yerbera chica (Megalurus gramineus) es una especie de ave paseriforme de la familia Locustellidae endémica de Australia.

## Descripción
Como muchos miembros de su grupo, está especie es parda, con listas negras en el dorso y la cola fina y escalonada.

## Comportamiento
Esta especie suele esconderse entre los herbazales, donde suplementa con semillas su dieta de invertebrados. Los cantos de los machos reproductores, cortos y poco sonoros, comprenden varias notas finas y sibilantes. 
Otros miembros del grupo, en particular las alondras australianas (Cincloramphus), realizan espectaculares vuelos de canto en sus exhibiciones nupciales, en el transcurso de los cuales emiten notas metálicas que se oyen hasta casi 1 km de distancia. Los pájaros de la hierba construyen nidos hondos en forma de copa, ocultos en montecillos de hierba.

## Distribución
Se encuentra en el este de Australia, incluida Tasmania, y las regiores costeras del oeste.